# Площадь Аристотеля

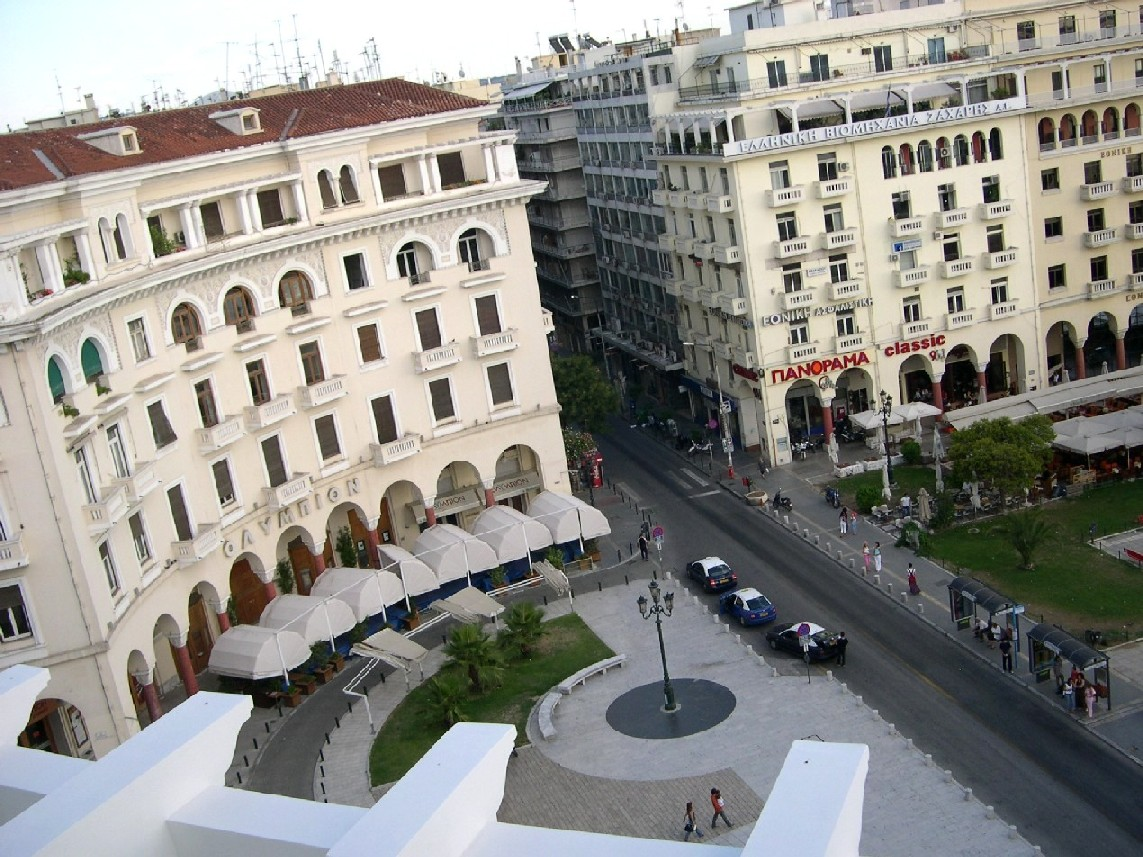
Вид на кинотеатр «Олимпион»

Площадь Аристотеля (греч. Πλατεία Αριστοτέλους) — центральная площадь г. Салоники, Греция. Начинается от набережной вдоль залива Термаикос и поднимается вверх к холму, на котором расположена Базилика Святого Димитрия.
Площадь Аристотеля расположена в центре города. Здесь проходят городские концерты, рождественские ёлки и другие мероприятия — это одно из наиболее популярных мест как для самих горожан, так и для туристов.

## История
Проект площади Аристотеля разработан французским архитектором Эрнестом Эбраром (авторству Эбрара принадлежит еще одна площадь в Салониках — площадь Александра Македонского) в 1917 году, после того как большой пожар почти полностью разрушил город. Тогдашний премьер-министр Греции Элефтериос Венизелос поставил перед 42-летним Эбраром грандиозную по замыслу задачу: построить новый город, одновременно восстанавливая уцелевшие фрагменты старого города, история которого насчитывала более 2 тысячелетий. Однако общий первоначальный план Эбрара был упрощен и реализован только в середине 1950-х годов. Почти неизмененным остался только проект площади Аристотеля — центральной оси города.

## Основные объекты
На Площади расположены два кремовых неоклассических здания с полукруглым фасадом и пышной аркадой:
- один из лучших в городе пятизвездочных отелей «Electra Palace»;
- кинотеатр «Олимпион», в котором ежегодно проходит Международный кинофестиваль в Салониках;

Слева от кинотеатра установлена бронзовая статуя древнегреческом философу Аристотелю, учителю Александра Македонского, на пересечении с улицей Цимиски — цветочные часы. Вверху, на пересечении с улицей Эгнатия, установлена мраморная статуя Элефтериосу Венизелосу.
Вдоль самой площади открыты бесчисленные кафе и книжные магазины, крупнейшие из последних «Янос» (площадь Аристотеля, 7) и «Барбунакис» (площадь Аристотеля, 9).